# Henk Kamp
Henricus Gregorius Jozeph Kamp, dit Henk Kamp (prononcé en néerlandais : [ɦɛŋk kɑmp]), né le 23 juillet 1952 à Hengelo, est un homme politique néerlandais. 
Membre du Parti populaire libéral et démocrate (VVD), il est notamment ministre de la Défense de 2002 à 2007, ministre des Affaires sociales et de l'Emploi de 2010 à 2012, ainsi que ministre des Affaires économiques entre 2012 et 2017.
En septembre 2021, il est renommé ministre de la Défense au sein du gouvernement de Mark Rutte, jusqu'au 10 janvier 2022.

## Biographie

### Formation et carrière
Il termine ses études secondaires en 1972, après quoi il travaille pendant cinq ans chez deux grossistes, à Enschede puis Tilbourg, puis suit une formation des services fiscaux à Utrecht jusqu'en 1980. Il travaille ensuite comme inspecteur des impôts durant six ans.

### Engagement politique

#### Échevin à Borculo puis représentant
Nommé échevin de la commune de Borculo en 1986, il entre huit ans plus tard à la Seconde Chambre des États généraux, à la suite des élections législatives de 1994. Il siège en tant que parlementaire jusqu'au 22 juillet 2002, lorsqu'il est nommé ministre du Logement, de l'Aménagement du territoire et de l'Environnement dans la première coalition de Jan Peter Balkenende.

#### Carrière dans les gouvernements de Balkenende
À la suite de la chute du cabinet le 16 octobre 2002, il est chargé de l'intérim de ses fonctions, ainsi que de celles de ministre de la Défense à compter du 12 décembre. Il conserve finalement ce portefeuille lors de la formation du nouveau gouvernement, le 27 mai 2003. Il annonce en 2006 une nouvelle enquête portant sur le possible mauvais traitement des prisonniers iraqiens faits par l'armée néerlandaise dans le cadre de la guerre d'Irak en 2003, à la suite des révélations du journal de Volkskrant. L'enquête, qui aura influencé les élections législatives, se soldera par un non-lieu.
Le 30 juin 2006, le gouvernement est contraint à la démission mais Balkenende constitue, sept jours plus tard, un cabinet minoritaire dans lequel il conserve son poste. À la suite des élections législatives anticipées du 22 novembre 2006, Kamp est de nouveau chargé de l'intérim, puis démissionne le 22 février 2007, le VVD ne participant pas au nouveau gouvernement.

#### Gouverneur des Pays-Bas caribéens
Après être retourné à la Seconde Chambre à la suite de son départ du gouvernement, il en démissionne le 18 décembre 2008 à la suite de sa nomination par la reine Beatrix au poste nouvellement créé de gouverneur des Pays-Bas caribéens. Il doit notamment superviser la dissolution de la fédération des Antilles néerlandaises et exerce la fonction à partir du 1er janvier 2009. Lorsque la dissolution est effective le 10 octobre 2010, Kamp démissionne.

#### Retour au cabinet sous Rutte

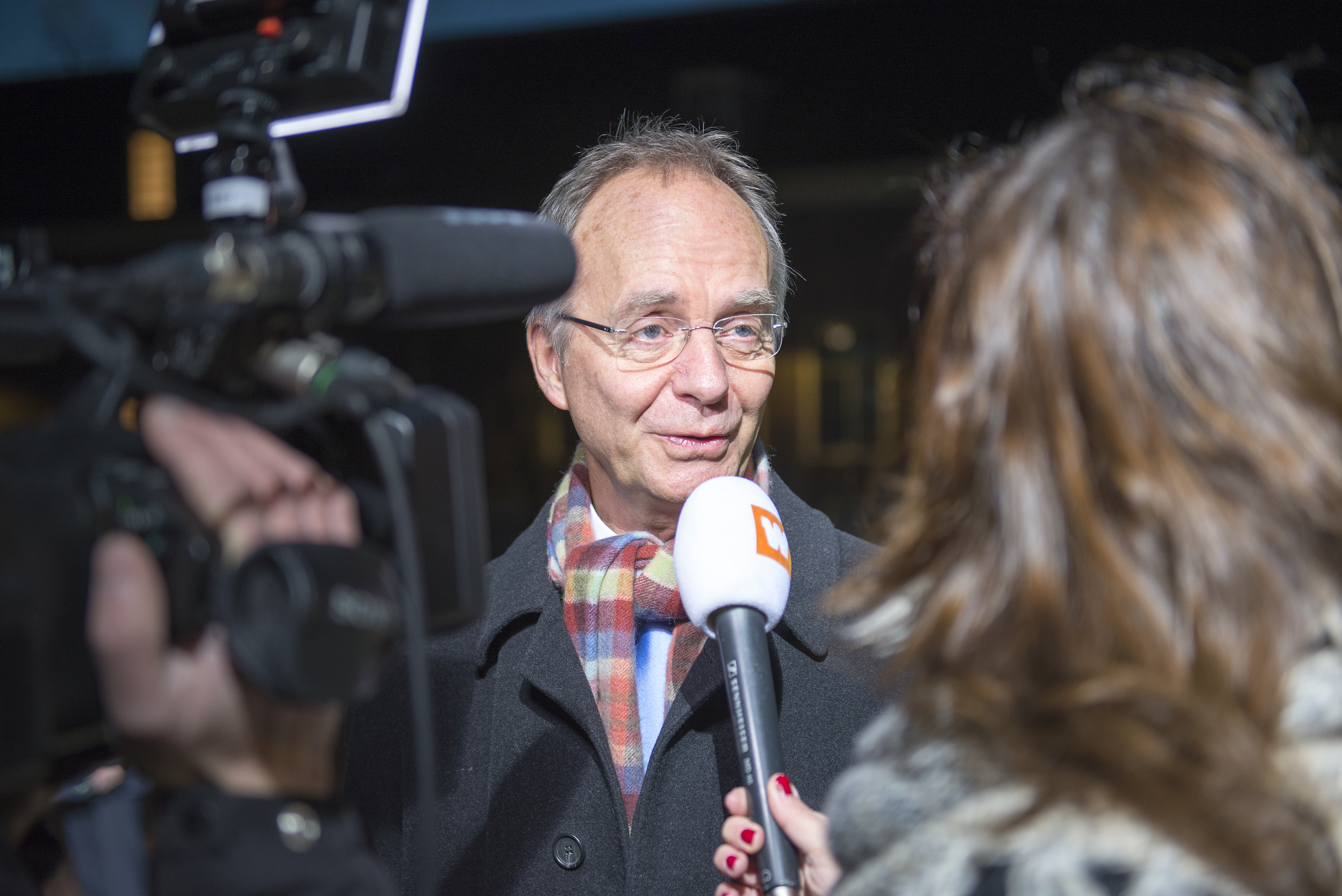
Henk Kamp lors d'un entretien, en 2016.

Les libéraux reviennent au pouvoir dans le cadre des élections législatives anticipées du 9 juin 2010 et Henk Kamp est nommé ministre des Affaires sociales et de l'Emploi le 14 octobre suivant, dans le gouvernement minoritaire de Mark Rutte.
Le 5 novembre 2012, les libéraux ayant formé une coalition avec le Parti travailliste (PvdA) à la suite des élections législatives anticipées du 12 septembre, il devient ministre des Affaires économiques. Lodewijk Asscher lui succède aux affaires sociales. Kamp assiste Rutte dans la formation de son deuxième cabinet et devient en 2015 le « numéro trois » du gouvernement à la suite de la démission du ministre de la Sécurité et de la Justice Ivo Opstelten. En 2016, Kamp annonce qu'il se retirera de la vie politique à la suite des élections législatives de 2017. Lorsque le cabinet Rutte III entre en fonction le 26 octobre 2017, le secrétaire d'État aux Finances Eric Wiebes succède à Henk Kamp.

### Vie privée
Marié et père de deux enfants, il vit à Zutphen.